# Рахимов, Саидмумин Муминович
Рахимов Саидмумин Муминович (тадж. Раҳимов Саидмӯъмин Муъминович; 10 июня 1946 года, Советский район, Кулябская область, Таджикская ССР, СССР — 13 февраля 2009 года, Душанбе, Таджикистан) — советский и таджикский борец. Чемпион мира по самбо (1975), двукратный чемпион СССР по самбо (1973, 1975), многократный чемпион Таджикской ССР по самбо, дзюдо и вольной борьбе. Мастер спорта Таджикской ССР (1971), Мастер спорта СССР международного класса (1973).

## Биография
Родился в кишлаке Джорубкул Советского района Кулябской области (ныне в Темурмаликском районе Хатлонской области) Таджикистана.
Окончил Таджикский институт физической культуры (1974).
Был женат. Трое детей. Умер в Душанбе, похоронен на кладбище «Лучоб».

## Семья
Сын Саидахтам Рахимов (1973) — бронзовый призёр чемпионата Азии по дзюдо, серебряный призёр чемпионата мира по самбо, победитель и призёр розыгрышей Кубка мира, участник летних Олимпийских игр 1996 года.

## Карьера
- С 1974 — тренер, старший тренер спортивного общества «Хосилот», главный тренер таджикской сборной команды по самбо.
- 1995—2004 — председатель Государственного Комитета по делам физкультуры и спорта при Правительстве РТ.
- 2004—2008 — президент Федерации дзюдо Республики Таджикистана.

## Спортивные результаты
- Чемпионат мира по самбо 1975 года — ;
- Чемпионат СССР по самбо 1973 года — ;
- Чемпионат СССР по самбо 1975 года — ;
- Спартакиада народов СССР 1975 года — .

Многократный чемпион ТаджССР по самбо, дзюдо и вольной борьбе.